# جوليانو فيجوراس
جوليانو فيجوراس (بالإيطالية: Giuliano Figueras)‏ هو دراج إيطالي، ولد في 24 يناير 1976 في أرسانو في إيطاليا.

## وصلات خارجية
- جوليانو فيجوراس على موقع الاتحاد الدولي للدراجات (الإنجليزية)
- جوليانو فيجوراس على موقع أرشيف الدراجات (الإنجليزية)
- جوليانو فيجوراس على موقع إحصائيات الدراجات الإحترافية (الإنجليزية)
- جوليانو فيجوراس على موقع نسبة الدراجات (الإنجليزية)
- جوليانو فيجوراس على موقع CycleBase (الإنجليزية)